# إرنست نابليون
إرنست نابليون هو منتج وممثل روسي - تنزاني.

## الحياة المُبكّرة
وُلد إرنست نابليون في العاصِمة الروسيّة موسكو لأبٍ تنزاني وأمٍّ روسية. عندما بلغَ الخامسة من عمره، انتقلت عائلته للعيشِ إلى تنزانيا. قضى في مدينة دار السلام بتنزانيا 14 عامًا ثمّ سافر للوس أنجلوس حيثُ عاش هناك لثماني سنوات قبل أن يستقرَّ مؤخّرًا في مدينة ستوكهولم بالسويد.

## المسيرة المهنيّة
بدأ توجّه إرنست نابليون نحو المجال السينمائي يظهرُ وهو صغير، حيثُ شارك وهو في عمر الثالثة في مسرحيةٍ عُرضت في عيد الميلاد بعنوان رأسُ السنة في الاتحاد السوفيتي القديم (بالإنجليزية: New Year's in the old Soviet Union)‏. عمل أثناء وجوده في تنزانيا مقدمًا تلفزيونيًا في قناة إي آي تي في (بالإنجليزية: EATV)‏ التي كانت أكبرُ محطّةٍ تلفزيونيةٍ في شرق إفريقيا في ذلك الوقت. عرّض نابليون على عالم الموسيقى هو الآخر، حيثُ سمَّى نفسه إم سي نابو وبدأ يُغنّي في وقتٍ ما في نادي بيليكاناس (بالإنجليزية: Club Billicanas)‏ وهو ملهى ليلي بارز في إفريقيا ثمّ تعاقد لوقتٍ قصيرٍ مع شركة محليّة لتسجيل بعض الأنواع الموسيقيّة التي تحظى ببعض الشهرة في شرق إفريقيا.
سافر إرنست نابليون وهو في عمرِ المراهقة إلى مدينة لوس أنجلوس حيثُ درس هناك فحصل على شهادةٍ في علوم الكمبيوتر، ثمّ درس التمثيل والكتابة لمدة 7 سنوات أثناء وجوده في الولايات المتحدة الأمريكيّة. بمساعدةٍ من أصدقائه وزملائه، أخرجَ نابليون أول فيلمٍ طويلٍ له بعنوان الذهاب إلى بونجو (بالإنجليزية: Going Bongo)‏، وهو فيلمٌ مستوحى من حياة الجراح البريطاني الدكتور لويس برجر. يُعتبر هذا الفيلم أول فيلمٍ دولي من إنتاج تنزاني وهو أيضًا أول فيلمٍ شرق أفريقي يُعرض على منصّة آي تونز.
أخرج نابليون في عام 2017 فيلم كيميني (بالسواحلية: Kiumeni)‏ الذي صُوِّر في دار السلام والذي تلقى إشادةً من النقاد وفاز لاحقًا بجائزتين في مهرجان زنجبار السينمائي الدولي. عُيّن في نفسِ العام رئيسًا لمجموعة دي ستريت ميديا (بالإنجليزية: D Street Media Group)‏ وهي المجموعة المُتخصّصة في إنتاج الأفلام وتوزيعها. أنتجَ إرنست أيضًا المسلسل التلفزيوني المدينةُ الأمّ (بالإنجليزية: Mother City)‏، كما أخرج فيلمهُ الثالث والذي حمل عنوان بيبوني (بالإنجليزية: Peponi)‏. شارك إرنست نابليون أيضًا في إنتاج الفيلم البريطاني لا تدع أي رجلٍ يعرف (بالإنجليزية: Let No Man Know which)‏ وهو الفيلم الذي يروي قصّة حقيقية تدور عن حياةٍ عبد أمريكي من أصل أفريقي.

## قائمة أعماله
هذه قائمةٌ بأعمال إرنست نابليون:
| العام | العنوان            | العنوان الأصليّ  | الدور                   | ملاحظات         |
| ----- | ------------------ | --------------- | ----------------------- | --------------- |
| 2015  | الذهاب إلى بونجو   | Going Bongo     | منتج تنفيذي وكاتب وممثل | فيلم روائيّ طويل |
| 2017  | كيومينى            | Kiumeni         | منتج تنفيذي، كاتب وممثل | فيلم روائيّ طويل |
| 2020  | بيبوني             | Peponi          | منتج وكاتب وممثل        | فيلم روائيّ طويل |
| 2020  | لا تدع أي رجلٍ يعرف | Let No Man Know | منتج                    | فيلم روائي طويل |